# ریچارد سالومنز
ریچارد سالومنز (به انگلیسی: Richard Solomons) (زاده ۹ اکتبر ۱۹۶۱) کارآفرین، بانکدار، حسابدار و مدیر ارشد اجرایی بریتانیایی است، که در حال حاضر به‌عنوان مدیر عامل اجرایی گروه هتل‌های اینترکنتیننتال فعالیت می‌کند.